# Midgardia xandaros
Midgardia xandaros is een zeester uit de familie Brisingidae. De wetenschappelijke naam van de soort werd in 1972 gepubliceerd door Maureen Downey. De soortnaam "xandaros" verwijst naar een zeemonster uit de Griekse mythologie.

## Kenmerken
De centrale schijf is ongeveer 29 mm in doorsnee, en 7 mm hoog. De madreporiet ligt aan de rand van de schijf, tussen de aanhechtingen van twee armen. De soort heeft elf tot twaalf armen, die elk meer dan 60 cm lang kunnen zijn. De diameter van het type-exemplaar, gemeten tussen de uiteinden van twee tegenoverliggende armen, bedraagt 1380 mm. Daarmee is dit een zeer grote vertegenwoordiger van de familie. De kleur is in leven helder rood.

## Typemateriaal
De beschrijving is gebaseerd op twee exemplaren die op 18 augustus 1969 bij een expeditie met het Amerikaanse onderzoeksschip Alaminos levend naar boven werden gehaald van een diepte van 250 vadem (457 meter) in de Golf van Mexico voor de kust van Veracruz, positie 19°2,6'N, 95°27,5'W. Het holotype (USNM E 11420) is een vrouwtje; het paratype een mannetje.

## Bijzonderheid
De auteur van de naam vermeldt in de protoloog dat van beide verzamelde exemplaren de mond wijd open was en dat de maag geen sporen van voedsel vertoonde. Ze vermoedt op grond daarvan dat deze zeesterren niet eten maar dat ze nutriënten uit het water of de bodem opnemen via de huid.